# Ann Simons
Pour les articles homonymes, voir Simons.
Ann Simons, née le 5 août 1980  à Tongres dans la province de Limbourg, est une judokate belge qui évolue dans la catégorie des moins de 48 kg (super-légers).

## Palmarès
Ann Simons a remporté plusieurs grands tournois internationaux, aussi bien en European Championships qu'en World Cup.

Elle a été cinq fois championne de Belgique en sénior :
| Chpt de Belgique | Chpt de Belgique | 1996 | 1997 | 1998 | 1999 | 2000 | 2001 | 2002 | 2003 | 2004 | 2005 |
| ---------------- | ---------------- | ---- | ---- | ---- | ---- | ---- | ---- | ---- | ---- | ---- | ---- |
| super-légers     | -48 kg           | 2e   | 2e   | 1er  | 1er  | 1er  | -    | 1er  | -    | -    | 1er  |